# Avianca El Salvador
Avianca El Salvador, che ha operato fino al 2013 con il nome Transportes Aéreos del Continente Americano S.A. (TACA), è una compagnia aerea salvadoregna parte del gruppo Avianca Holdings.

## Storia
La compagnia è stata fondata in Honduras nel 1931 con il nome di Transportes Aéreos Centroamericanos dal pilota neozelandese Lowell Yerex, che venne assunto dal governo per effettuare trasporti per l’esercito e venne finanziato per creare una nuova compagnia aerea per trasportare posta. L’idea del fondatore era di creare altre compagnie sorelle in Messico, El Salvador, Guatemala, Nicaragua, Costa Rica, Panama, Colombia e Brasile.
In seguito alle dimissioni di Yerex nel 1945 causate dalla pressione di alcuni dirigenti di compagnie aeree americane, in particolare di Pan Am, la sede della compagnia venne trasferita in El Salvador e tutte le sue sussidiarie vendute. In questo periodo la compagnia iniziò un piano di espansione acquistando nuovi velivoli, principalmente Douglas DC-3 e DC-4, e attivando nuove rotte, specialmente verso gli Stati Uniti. Nel 1966 ha ricevuto il suo primo aereo a getto, un BAC One-Eleven.
A causa della Guerra civile di El Salvador la sede di TACA venne stabilita a New Orleans fino al 1983, quando venne riportata in El Salvador dalla famiglia Kriete, che divenne la nuova proprietaria della compagnia; negli anni ’80 vennero acquistati anche i primi Boeing 737 e Boeing 767. Nel 1989 TACA ha fondato il Gruppo TACA, un’alleanza con le compagnie di bandiera di Guatemala (Aviateca), Costa Rica (LACSA) e Nicaragua (Aeronica), e nel 1992 ha sottoscritto un accordo con COPA Airlines rendendo l’Aeroporto Internazionale di Tocumen un hub di connessione. Il Grupo TACA si sciolse nel 1998.
Nel 2001 attivò una base a Lima e acquistò una compagnia aerea peruviana che venne rinominata TACA Perú per espandersi nel mercato sudamericano; nel 2005 è stata una delle fondatrici della compagnia messicana Volaris.
In ottobre 2009 è stato annunciato che TACA si sarebbe unita con Avianca. La nuova compagnia, denominata AviancaTaca, disponeva di una flotta complessiva di 129 aerei e serviva oltre 100 destinazioni in America e Europa.
A partire dal 28 maggio 2013 la compagnia opera sotto nome e marchio di Avianca.

## Flotta
A luglio 2021 la flotta di Avianca El Salvador è così composta:

### Flotta storica
Nel corso degli anni, TACA ha operato anche i seguenti aeromobili:
- Airbus A300B4-200F
- ATR 42-300
- ATR 42-320
- BAC One-Eleven
- Beechcraft Model 17 Staggerwing
- Bellanca CH-300
- Bellanca CH-400
- Boeing 737-200
- Boeing 737-300
- Boeing 737-400
- Boeing 767-200
- Boeing 767-200ER
- Boeing 767-300ER
- Canadair CL-44
- Cessna 208B Grand Caravan
- Cessna Citation I

- Curtiss C-46 Commando
- Douglas C-54 Skymaster

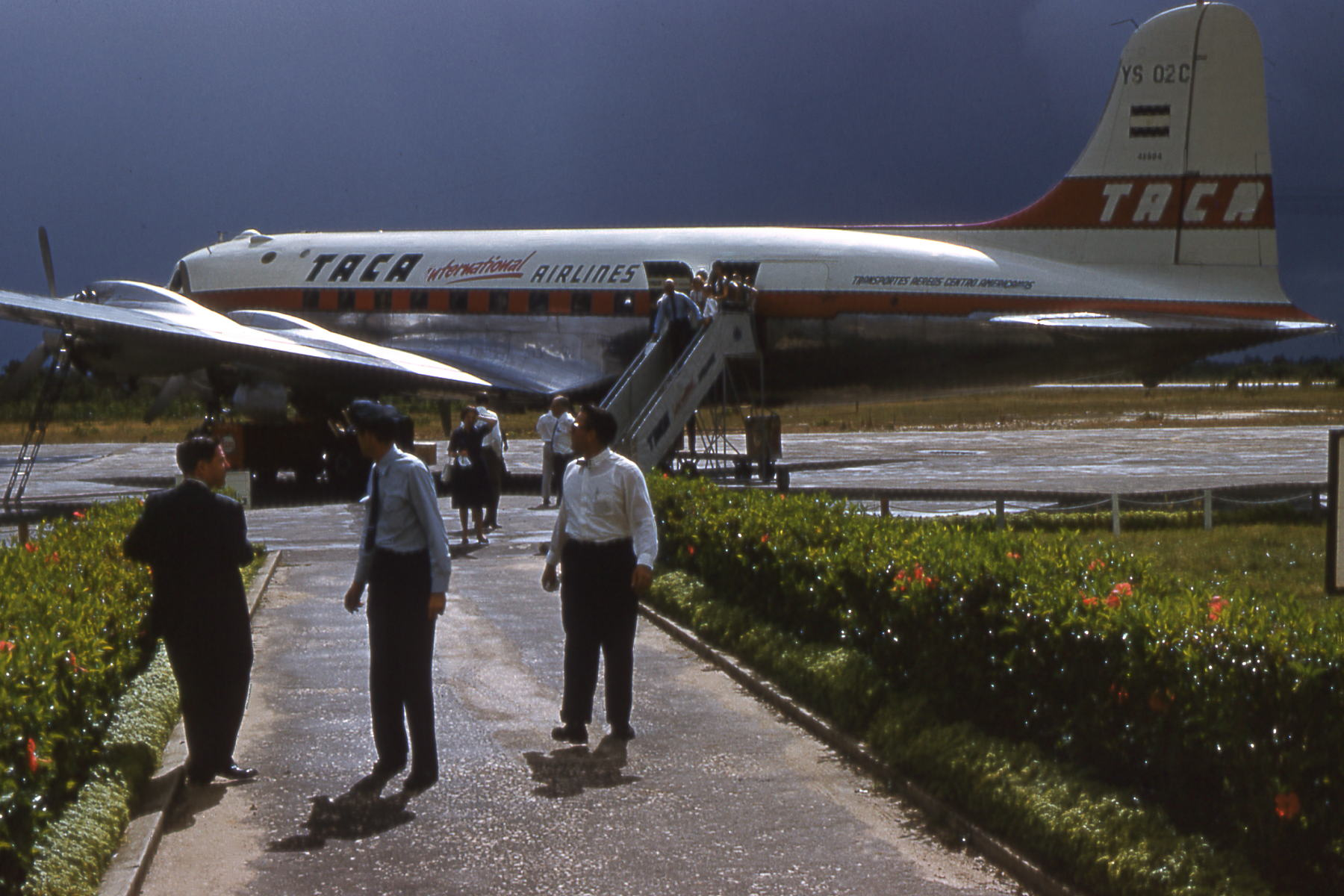
Douglas DC-3
- Douglas DC-4
- Douglas DC-6
- Embraer 190AR
- Ford Trimotor
- Grumman G-21 Goose
- Kreutzer Air Coach
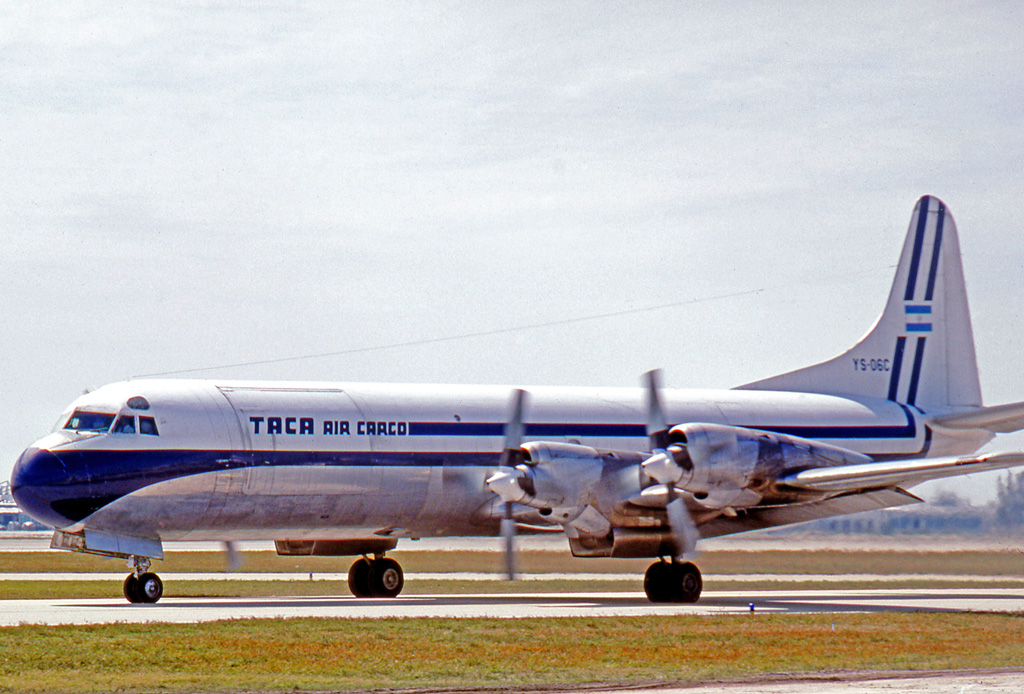
Lockheed L-18 Lodestar
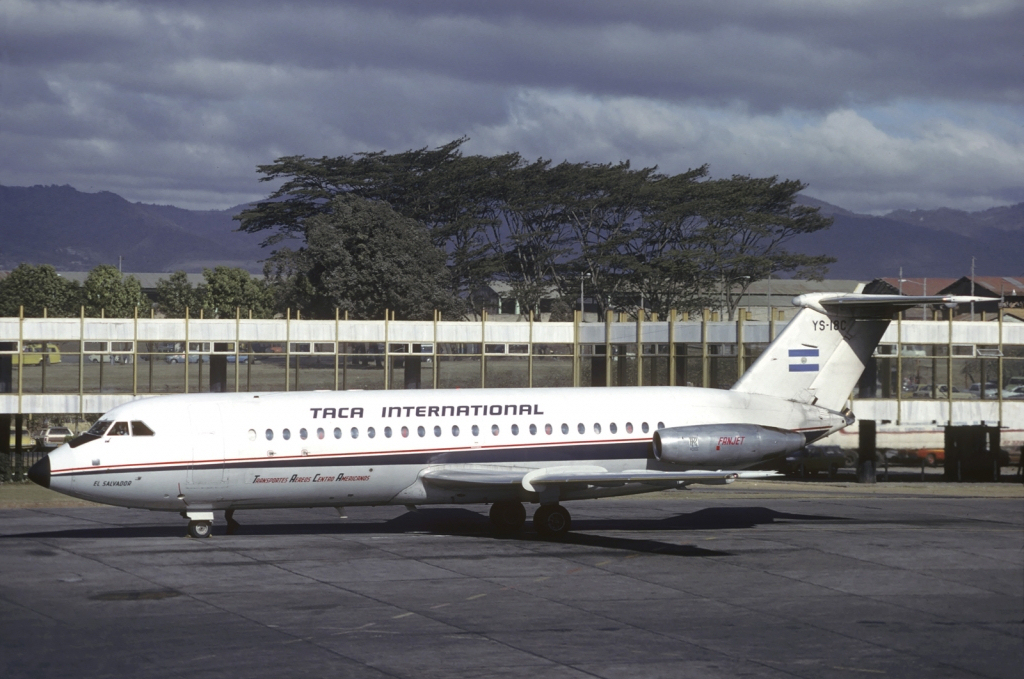
BAC One-Eleven
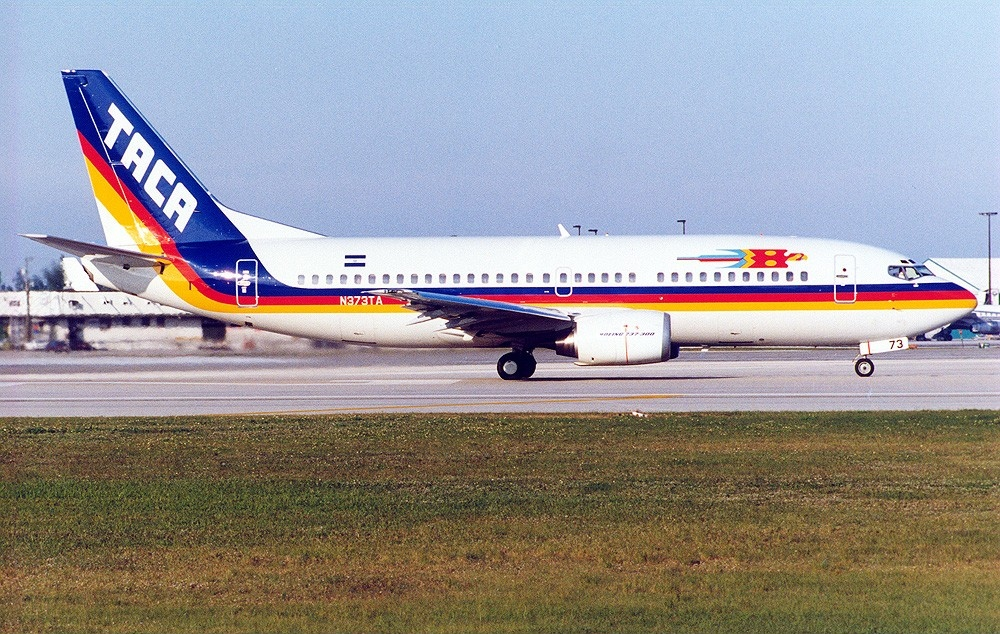
Boeing 737-300
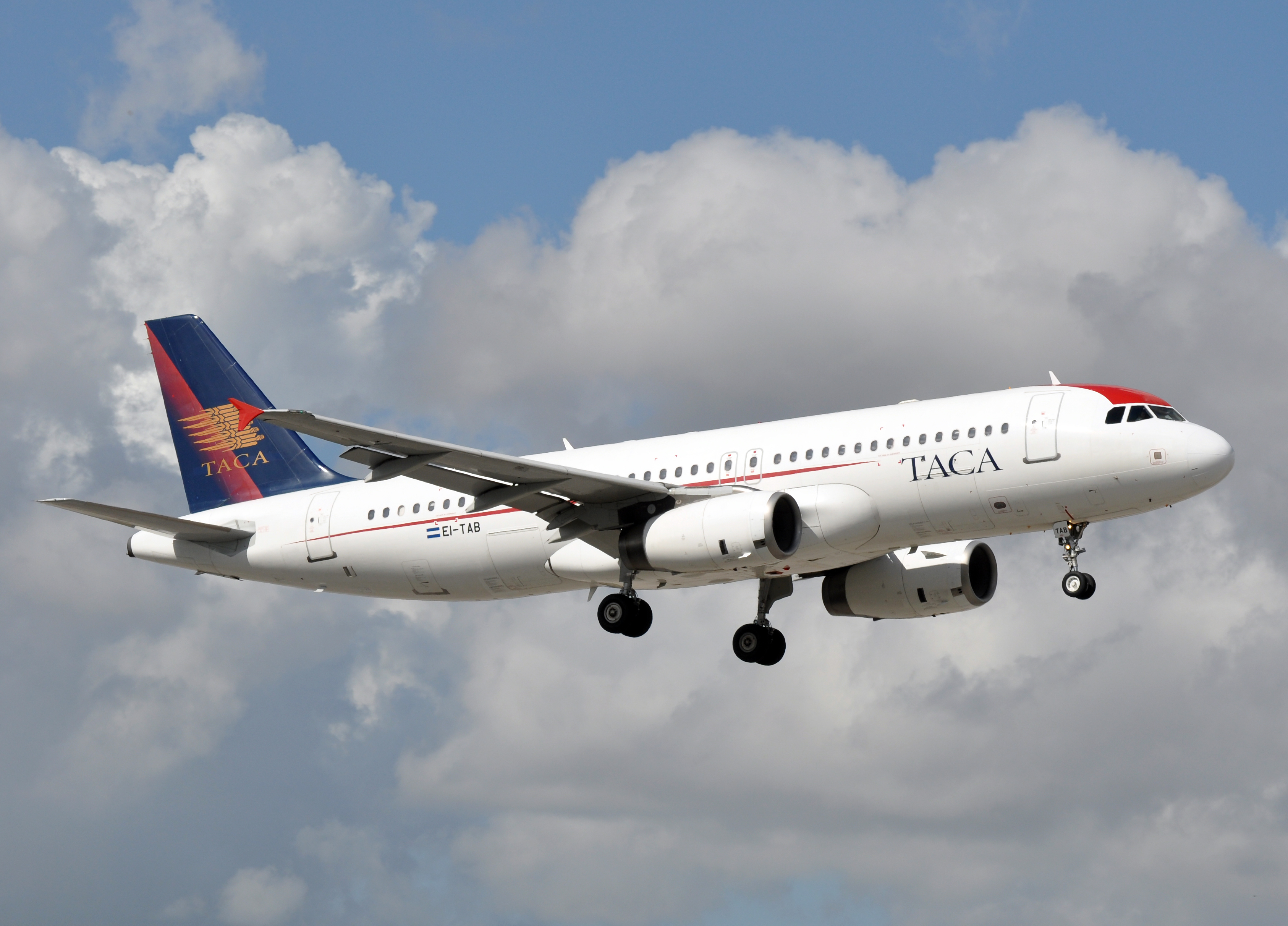
Airbus A320-200

- Lockheed L-188 Electra
- Metal Aircraft Flamingo
- Stinson Model O
- Stinson SM-6000
- Vickers Viscount

- Douglas DC-4
- Lockheed L-188 Electra
- BAC One-Eleven
- Boeing 737-300
- Airbus A320-200

## Incidenti

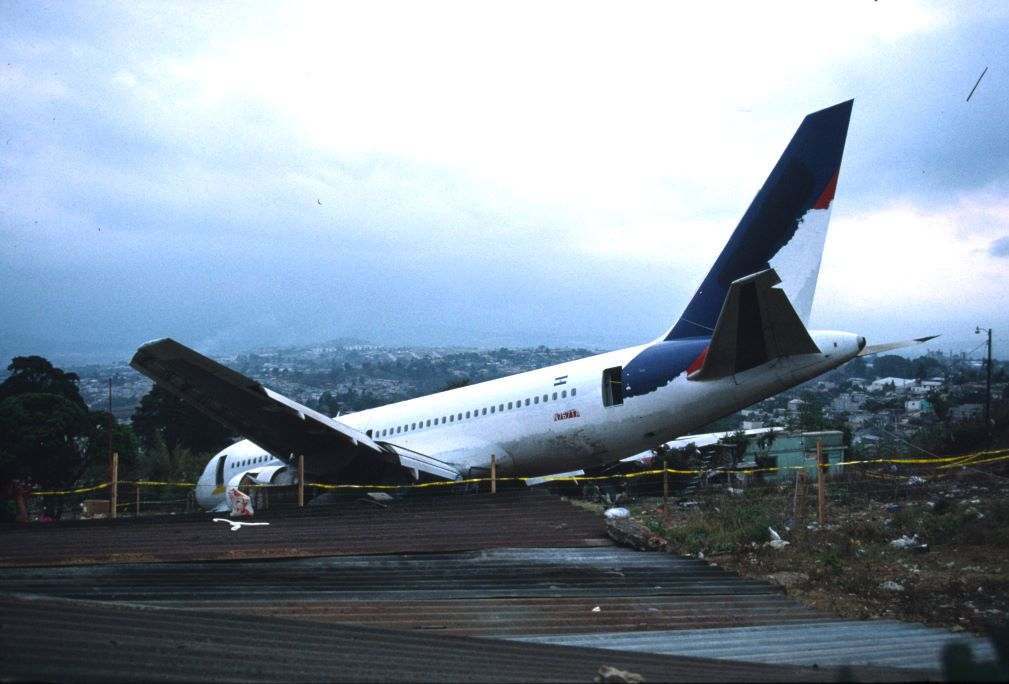
Il Boeing 767 del volo 510 adagiato oltre la pista a Città del Guatemala

- Il 17 marzo 1947 il Lockheed C-60A registrato YS-28, in volo tra Medellin e San José si è schiantato contro un crinale del Cerro del Padre Amaya in Colombia uccidendo tutti i 3 membri dell’equipaggio e i 5 passeggeri.[5]
- Il 5 marzo 1959 il Vickers Viscount 763D registrato YS-09C, in volo tra Managua e Tegucigalpa è precipitato poco dopo il decollo a causa dello spegnimento del motore sinistro uccidendo 2 membri dell’equipaggio su 4 e 13 dei 15 passeggeri.[6]
- Il 24 maggio 1988 il volo TACA 110, operato dal Boeing 737-300 registrato N75356, è atterrato su una striscia d’erba adiacente al Michoud Assembly Facility della NASA di New Orleans dopo lo spegnimento di entrambi i motori causato dalla pioggia; l’aereo non ha subito danni sostanziali e non si è registrato nessun ferito tra i 45 occupanti.[7]
- Il 20 luglio 1988 il Douglas C-118 registrato N33VX, operante un volo cargo tra El Salvador e New Orleans, si è schiantato nei pressi di Golden Meadow durante un atterraggio di emergenza causato dallo spegnimento dei motori 1, 2 e 3 uccidendo i 3 membri dell’equipaggio.[8]
- Il 6 aprile 1993 il volo TACA 510, operato dal Boeing 767-200ER N767TA, ha superato la fine della pista dell’Aeroporto Internazionale La Aurora di Città del Guatemala a causa del fondo bagnato terminando la corsa contro alcuni edifici; nessun ferito tra i 236 occupanti, 3 feriti a terra.[9]
- Il 30 maggio 2008 il volo TACA 390, operato dall’Airbus A320-200 EI-TAF, si è schiantato contro un terrapieno dopo avere superato la fine della pista dell’Aeroporto Internazionale Toncontín di Tegucigalpa e avere travolto alcuni veicoli a causa di condizioni meteo avverse e vento in coda, causando la morte del comandante, di due passeggeri e di due persone a terra.[10]